# Аллан Квотермейн (роман)
«Аллан Квотермейн» (англ. Allan Quatermain) —  роман классика приключенческой литературы англичанина викторианской эпохи Генри Райдера Хаггарда. Вторая по написаннию книга из цикла про Аллана Квотермейна. Полное название произведения: «Аллан Квотермейн: описание его дальнейших приключений и открытий в компании с баронетом сэром Генри Куртисом, капитаном Джоном Гудом и неким Умслопогасом» (Allan Quatermain: Being an Account of His Further Adventures and Discoveries in Company with Sir Henry Curtis, Bart., Commander John Good, and one Umslopogaas)

## Сюжет
В жизнь Аллана Квотермейна пришло горе: от оспы умер его единственный сын Гарри, работавший медиком. Чтобы отойти от горя Аллан со своими старыми друзьями сэром Генри Куртисом и капитаном Джоном Гудом отправляются в самое сердце Африки на поиски затерянной белой расы…

## Персонажи
- Аллан Квотермейн — белокожий охотник и путешественник. Шестьдесят три года, тощий, весит около 60 килограмм, с седыми волосами. Туземцы называют Квотермейна Макумазан, что буквально означает «человек, который встаёт после полуночи» (то есть человек, который всегда находится начеку)
- Генри Куртис — английский аристократ, баронет. Старше тридцати лет, блондин. Туземцы называют его Инкубу.
- Джон Гуд — бывший капитан Британского королевского флота. Прослужив на флоте семнадцать лет, он был внезапно отправлен в отставку. Всегда носил в правом глазу монокль, из-за чего туземцы называют его Бугваном (то есть «стеклянным глазом»).
- Умслопогас — старый зулусский воин и старый знакомый Квотермейна. Участвовал во многих битвах и сражениях.